# Sexto Pompeyo (cónsul 14)
Sexto Pompeyo (en latín, Sextus Pompeius) fue un noble romano, cónsul en el año 14. Era nieto de Sexto Pompeyo, quien había sido cónsul en 35 a. C.

## Carrera
Durante su consulado murió César Augusto, siendo, junto con el segundo cónsul,  Sexto Apuleyo el encargado de tomar juramento a su sucesor, Tiberio y en organizar administrativamente la sucesión imperial.
En el año 20 se negó a defender a Cneo Calpurnio Pisón. En el año 21 habló en el senado contra Manio Emilio Lépido, quien había sido también cónsul en el año 11 y para impedir que asumiese el gobierno de Asia. En el año 27 y también en el 30 administró Asia.
Fue amigo de Ovidio Nasón, quien había sido exiliado en el año 8 a Tomis y para quien rogó el perdón en vano.